# Edward Dodwell
Edward Dodwell (* 1767 in Dublin; † 14. Mai 1832 in Rom) war ein irischer Reiseschriftsteller und Altertumsforscher.

## Leben

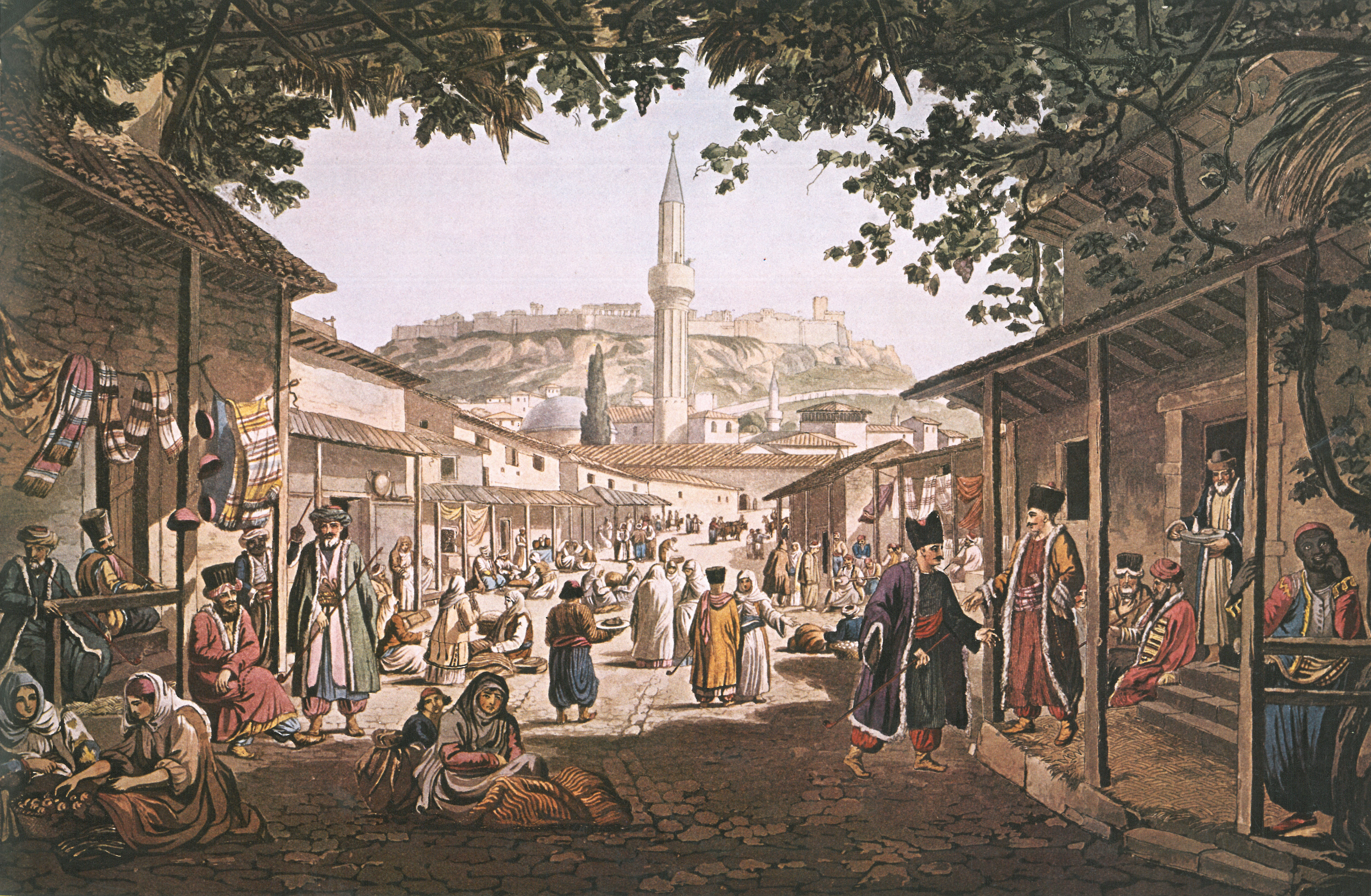
Der Basar von Athen (Zeichnung)

Nach einer Ausbildung am Trinity College der Universität Cambridge bereiste er 1801, 1805 und 1806 Griechenland. Danach lebte er vor allem in Neapel und Rom. Er starb 1832, als er die Sabiner Berge um Rom erkundete. Seit 1815 war er Ehrenmitglied der Preußischen Akademie der Wissenschaften.
Sein Werk A Classical and Topographical Tour Through Greece During the Years 1801, 1805 and 1806 richtet sich sowohl an ein klassisch gebildetes, als auch an ein breiteres Publikum. Es beruht auf eigenen Zeichnungen und einem Reisetagebuch, das er für die Publikation überarbeitete. Hauptsächlich befasst er sich mit dem antiken Griechenland. Er berichtet aber auch über das moderne Griechenland, wobei er versucht, Bräuche der Griechen seiner Zeit auf die Antike zurückzuführen, ohne zu bedenken, dass in der Zwischenzeit auch byzantinische und osmanische Einflüsse gewirkt haben könnten. Seine Beschreibungen zeigen eine klare Dominanz des Optischen: Oft wird zum Beispiel das Aussehen eines Dorfes genau beschrieben, ohne aber auf wirtschaftliche oder soziale Verhältnisse einzugehen.
Er heiratete 1820 in Rom die Gräfin Theresia Maria Dominica Giraud (* 5. August 1799; † 27. März 1873), Tochter des Grafen Franz von Giraud und dessen Ehefrau Franziska von Trojani sowie Nichte der Dichters Giovanni Giraud. Nach dem Tod ihres Mannes heiratete die Witwe 1833 den bayerischen Gesandten Karl von Spaur (* 4. Januar 1794; † 26. Oktober 1854).

## Werke
- A Classical and Topographical Tour Through Greece During the Years 1801, 1805 and 1806 (London 1819), Digitalisat (Universitätsbibliothek Heidelberg)
  - deutsche Übersetzung 1821
- Alcuni Bassirilievi della Grecia. Descritti e pubblicati in otto tavole. (Rom 1812). Digitalisat (Universitätsbibliothek Heidelberg)
- Views in Greece, with thirty colored plates (1821), Digitalisat (Universitätsbibliothek Heidelberg)
- Views and Descriptions of Cyclopian or Pelasgic Remains in Greece and Italy (London and Paris, mit französischem Text, 1834), Digitalisat (Universitätsbibliothek Heidelberg)